# 齐安郡 (南齐)
齐安郡，中国南北朝、唐朝时设置的郡。
- 南朝齐置齐安郡，属司州，治齐安县（今湖北麻城市西南）。辖境相当今湖北省麻城市、武汉市新洲区等地。南梁、北齐沿置，南朝陈属郢州，北周时治齐安县（今武汉市新洲区）。隋文帝开皇三年（583年）废齐安郡，齐安县直属黄州，之后齐安县改为黄冈县。唐玄宗天宝元年（742年），改黄州置，治所在黄冈县（今湖北省武汉市新洲区）。辖境相当今湖北省武汉市北部，红安、麻城、黄冈等县市地。下辖黄冈县、黄陂县、麻城县。乾元元年（758年）复为黄州。
  - 唐朝齐安郡太守
  - 顾浚（天宝年间）
  - 李奂（天宝年间）
  - 李昊（756年）
- 南朝齐置齐安郡，属雍州，永明八年（490年）之前设，在雍州北境，沔水以北，无属县，永泰元年（498年）被北魏占领。
- 南朝齐置齐安郡，属梁州，永明八年（490年）之前设，荒或无民户。